# Mix-in
Mix-in là loại tráng miệng làm từ kem và hương liệu khác như kẹo được trộn lẫn vào nhau. Theo truyền thống, các món tráng miệng mix-in được bày bán trong một tiệm kem và chế biến ngay tại thời điểm đặt hàng. Các ví dụ phổ biến về món tráng miệng này bao gồm Blizzard của Dairy Queen và McFlurry của McDonald's.
Khái niệm pha trộn các hương vị bổ sung tại thời điểm đặt hàng do Steve Herrell tạo ra vào năm 1973. Ông thành lập nên hãng Steve's Ice Cream, gần Boston chính là nơi mà họ đem nghiền loại kẹo Heath Bar hoặc bánh kẹo khác và trộn chúng thành kem. Hệ thống của ông dàn trải khắp ngành công nghiệp từ cửa hàng của mình và biến thành hình mẫu cho nhiều doanh nghiệp kem và món tráng miệng khác.